# Tonocote magellani
Tonocote magellani is een vlokreeftensoort uit de familie van de Zobrachoidae. De wetenschappelijke naam van de soort is voor het eerst geldig gepubliceerd in 1986 door Clark & Barnard.